# 美麗華影城
美麗華影城（英語：Miramar Cinemas）為美麗華百樂園的專屬電影院，其前身為美麗華華納威秀影城。

## 歷史
- 2004年11月19日，大直影城開業，以加盟方式委託華納威秀影城（Warner Village）負責營運。

- 2006年3月1日，加盟合約期滿後，美麗華娛樂決定自行經營影城事業，美麗華華納威秀影城易名為「美麗華大直影城」。4月1日，天母華納威秀影城加盟美麗華，並更名為「美麗華天母影城」，「美麗華大直影城」與「美麗華天母影城」皆委託「美麗華威影城股份有限公司」管理。

- 2011年，台茂購物中心同時開業的ACE歡影城，改裝加盟美麗華影城，更名「美麗華台茂影城」。

- 2013年5月，美麗華天母影城終止加盟關係，改由華威影城接手。

- 2016年，美麗華台茂影城展開影廳重裝修，將皇家廳改造成更豪華的皇家影城。

- 2018年，美麗華大直影城因經營權問題，6月22日起停業1個月，7月27日起重新試营業，8月8日重新開幕。11月8日，美麗華台茂影城、美麗華大直皇家影城以及尚未營運的美麗華淡海影城改由美麗新影城接手。

## 營業據點

### 臺北市
- 美麗華大直影城 （Da-Zhi Cinema）
  - 台北市中山區敬業三路22號（美麗華百樂園6~8樓）
  - 原名美麗華華納威秀影城，其中包括9個標準影廳、1間IMAX影廳（獨立影廳，參見#IMAX影廳段落）
    - 1號廳配置全台唯二AURO11.1聲道系統
    - 原有4個M Club影廳（提供較優質服務但收費同標準廳），最後改建回標準廳

  - 2018年6月22日暫停營業1個月。
  - 2018年7月27日重新试营业。
  - 2018年8月8日重新开幕。
  - 2024年10月22日改裝6號廳為Dolby Cinema。

## IMAX影廳

### 臺北市
- 美麗華華納威秀影城
  - 位於台北市中山區敬業三路22號（美麗華百樂園）6至9樓。
  - 2004年11月19日成立。
  - 具有台灣最大IMAX影廳（獨立影廳）。銀幕寬度為28.4公尺，高為21.2公尺[1]。
  - 2D時座席數為404席，3D時則為362席。為全台第一座以及全台最大商業IMAX巨型銀幕影廳。
  - 2006年3月1日脫離威秀系統，獨立更名為「美麗華大直影城」。

- 美麗華大直影城
  - 2006年3月1日接手華納威秀影城。
  - 2016年2月15日停止數位IMAX放映，新增鐳射數位IMAX系統，2016年3月24日正式開始鐳射數位IMAX放映。
  - 迄今全台唯一以1.43:1滿版長寬比，並採IMAX GT Laser雙機雷射投影之IMAX廳。

## 過往據點

### 臺北市
- 美麗華天母影城（Tianmu Miramar）
  - 台北市士林區忠誠路二段202號（新光三越百貨天母店B棟，4~8樓）
  - 原天母華納威秀，2006年4月更名為美麗華天母影城，2013年5月改由華威影城接手，2021年10月28日再改由新光影城接手。共8間放映廳，2200個座位。

- 美麗華大直皇家影城（Royal Cinemas）
  - 台北市中山區北安路780號B2（美麗新廣場大直館）。
  - 2016年開業，是服務再升級的全新品牌，共8個廳202席座位，寬敞可調式雙人沙發座椅，個人專屬電子平板服務，搭配主廚料理的精緻餐點，將成為尊爵觀影的新選擇。2018年11月8日改由美麗新影城接手。

### 桃園市
- 美麗華台茂影城（Tai-Mall Cinema）
  - 桃園市蘆竹區南崁路一段112號（台茂購物中心7樓）。
  - 原桃園ACE歡影城，2011年更名為美麗華台茂影城，2018年11月8日改由美麗新影城接手。共11廳（包含2個「皇家影城」影廳，1個IMAX影廳，11個標準影廳）。

## 外部連結
- 美麗華大直影城 （页面存档备份，存于）